# Authou
Authou est une commune française située dans le département de l'Eure, en région Normandie.

## Géographie

### Localisation
Authou est un village normand de la vallée de la Risle situé à vol d'oiseau à 10 km au sud-est de Pont-Audemer et à 40 km du littoral de la Manche, 37 km au sud-ouest de Rouen, 24 km d'Elbeuf, 18 km au nord-ouest du Neubourg et 41 kmd'Évreux et 17 km au nord de Bernay.
Elle est aisément accsessible  par la RD 130 qui relie Brionne à Pont-Audemer.
Le sentier de grande randonnée GR 224 rive gauche passe sur le territoire communal.

### Communes limitrophes
Les communes limitrophes sont  Brionne, Freneuse-sur-Risle, Livet-sur-Authou et Pont-Authou.
| Freneuse-sur-Risle      | Pont-Authou | Pont-Authou |
| Livet-sur-Authou        | Authou      | Pont-Authou |
| Saint-Pierre-de-Salerne | Brionne     | Brionne     |

### Hydrographie
La commune est située dans le bassin Seine-Normandie. Elle est drainée par la Risle, deux bras de la Risle et divers autres petits cours d'eau,.la Risle, 
La Risle, d'une longueur de 145 km, prend sa source dans la commune de Planches et se jette  dans la Seine à Berville-sur-Mer, après avoir traversé 52 communes.Les caractéristiques hydrologiques de la Risle sont données par la station hydrologique située sur la commune de Pont-Authou. Le débit moyen mensuel est de 11,6 m3/s. Le débit moyen journalier maximum est de 88,1 m3/s, atteint lors de la crue du 26 mars 2001. Le débit instantané maximal est quant à lui de 115 m3/s, atteint le même jour.

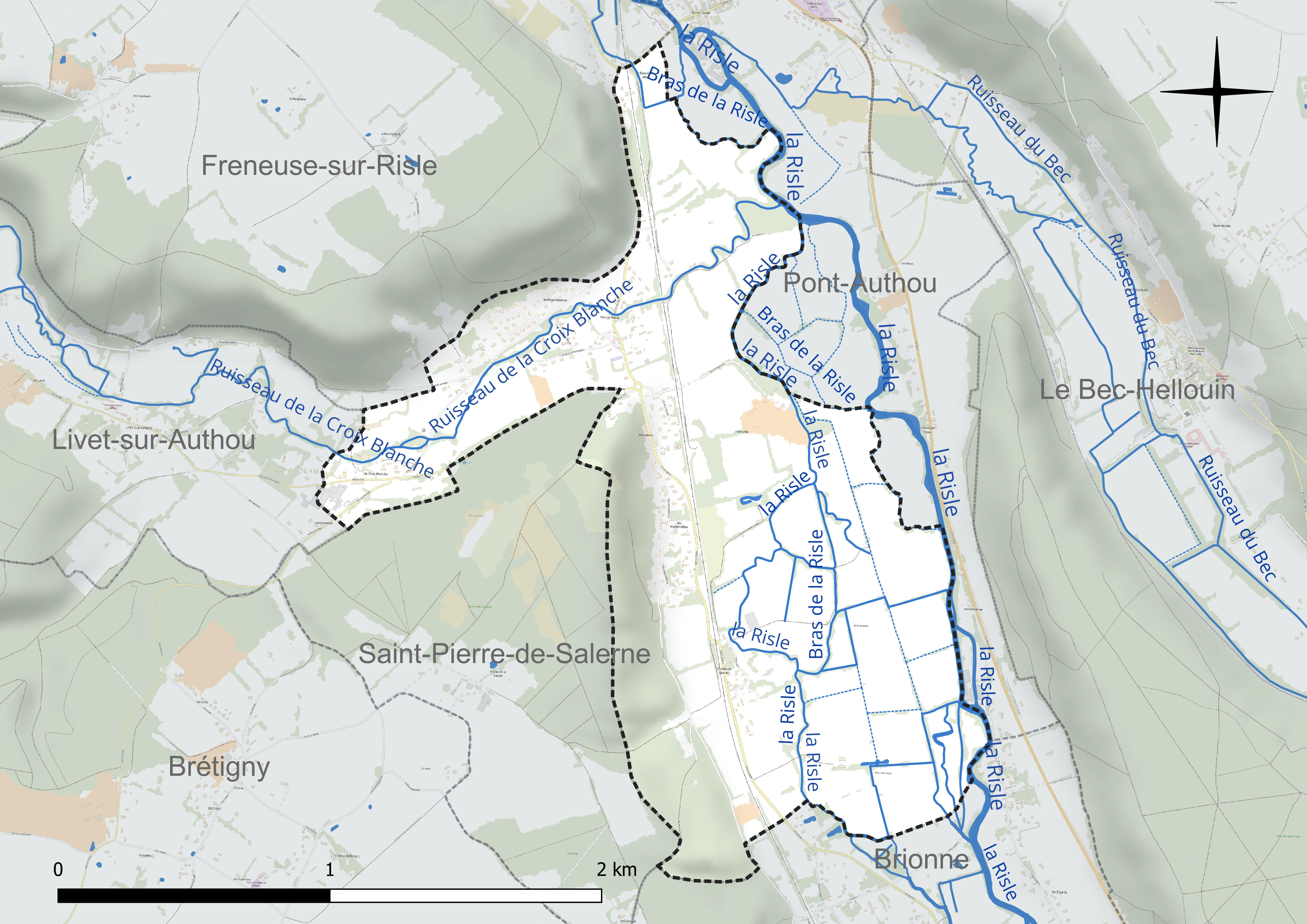
Réseau hydrographique d'Authou.

### Climat
Pour des articles plus généraux, voir Climat de la Normandie et Climat de l'Eure.
En 2010, le climat de la commune est de type climat océanique altéré, selon une étude du CNRS s'appuyant sur une série de données couvrant la période 1971-2000. En 2020, Météo-France publie une typologie des climats de la France métropolitaine dans laquelle la commune est exposée à un climat océanique et est dans la région climatique Côtes de la Manche orientale, caractérisée par un faible ensoleillement (1 550 h/an) ; forte humidité de l’air (plus de 20 h/jour avec humidité relative > 80 % en hiver), vents forts fréquents. Parallèlement le GIEC normand, un groupe régional d’experts sur le climat, différencie quant à lui, dans une étude de 2020, trois grands types de climats pour la région Normandie, nuancés à une échelle plus fine par les facteurs géographiques locaux. La commune est, selon ce zonage, exposée à un « climat contrasté des collines », correspondant au Pays d’Auge, Lieuvin et Roumois, moins directement soumis aux flux océaniques et connaissant toutefois des précipitations assez marquées en raison des reliefs collinaires qui favorisent leur formation.
Pour la période 1971-2000, la température annuelle moyenne est de 10,7 °C, avec  une amplitude thermique annuelle de 13 °C. Le cumul annuel moyen de précipitations est de 770 mm, avec 12,5 jours de précipitations en janvier et 8,3 jours en juillet. Pour la période 1991-2020, la température moyenne annuelle observée sur la station météorologique la plus proche, située sur la commune de Brionne à 5 km à vol d'oiseau, est de 11,5 °C et le cumul annuel moyen de précipitations est de 791,7 mm,. Pour l'avenir, les paramètres climatiques de la commune estimés pour 2050 selon différents scénarios d’émission de gaz à effet de serre sont consultables sur un site dédié publié par Météo-France en novembre 2022.

### Milieux naturels et biodiversité

#### Natura 2000
- Risle, Guiel, Charentonne[15].

#### ZNIEFF de type 1
- Les prairies des Marionnettes et des Essarts[16] ;
- Les prairies et les bois du Bout de la Ville[17].

#### ZNIEFF de type 2
- La vallée de la Risle de Brionne à Pont-Audemer, la forêt de Montfort[18].

## Urbanisme

### Typologie
Au 1er janvier 2024, Authou est catégorisée commune rurale à habitat dispersé, selon la nouvelle grille communale de densité à 7 niveaux définie par l'Insee en 2022.
Elle est située hors unité urbaine et hors attraction des villes,.

### Occupation des sols

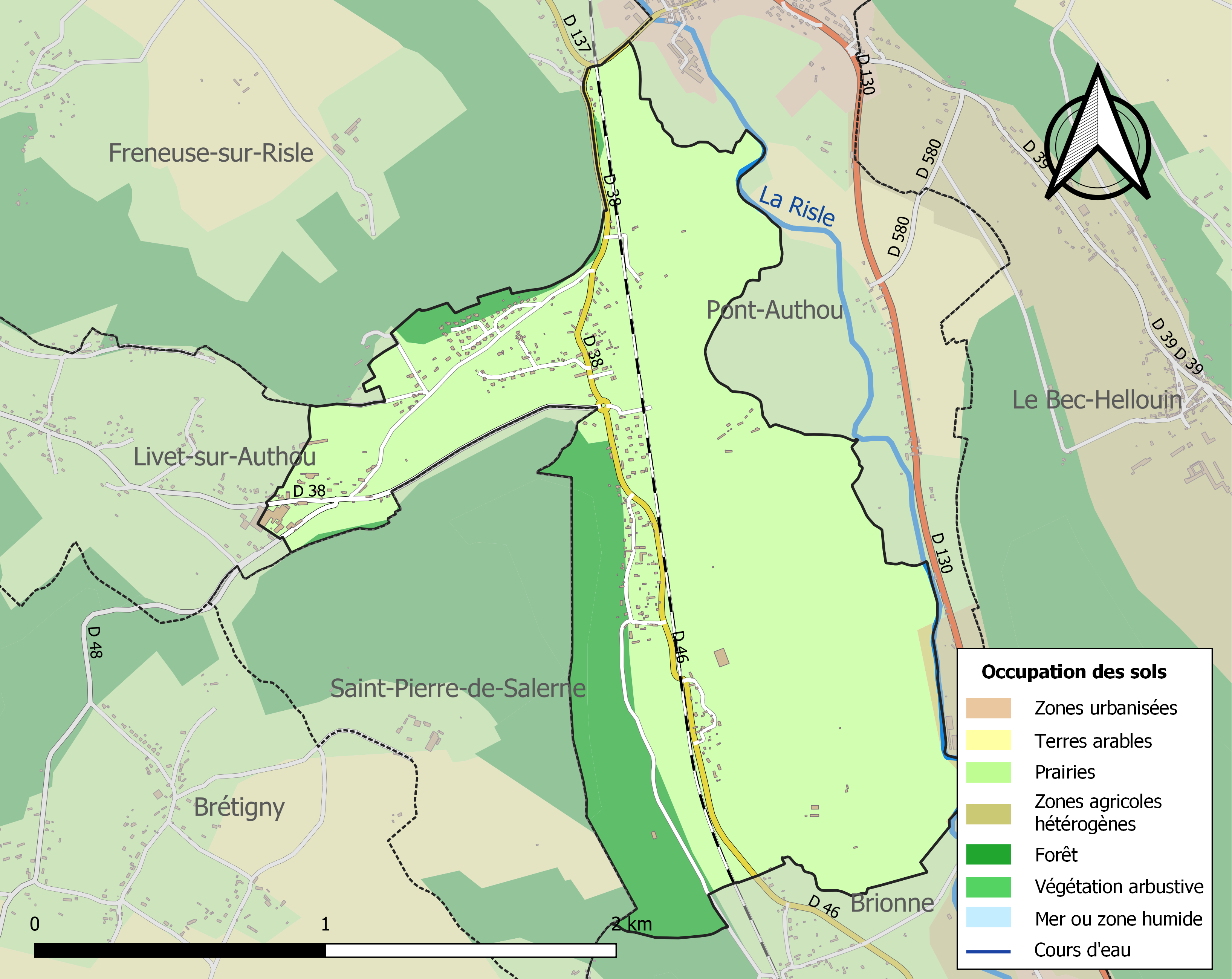
Carte des infrastructures et de l'occupation des sols de la commune en 2018 (CLC).

L'occupation des sols de la commune, telle qu'elle ressort de la base de données européenne d’occupation biophysique des sols Corine Land Cover (CLC), est marquée par l'importance des territoires agricoles (84,9 % en 2018), une proportion identique à celle de 1990 (84,9 %). La répartition détaillée en 2018 est la suivante : 
prairies (84,1 %), forêts (15,1 %), zones agricoles hétérogènes (0,7 %). L'évolution de l’occupation des sols de la commune et de ses infrastructures peut être observée sur les différentes représentations cartographiques du territoire : la carte de Cassini (XVIIIe siècle), la carte d'état-major (1820-1866) et les cartes ou photos aériennes de l'IGN pour la période actuelle (1950 à aujourd'hui).

### Habitat et logement
En 2018, le nombre total de logements dans la commune était de 178, alors qu'il était de 169 en 2013 et de 156 en 2008.
Parmi ces logements, 79,8 % étaient des résidences principales, 7,3 % des résidences secondaires et 12,9 % des logements vacants. Ces logements étaient pour 93,8 % d'entre eux des maisons individuelles et pour 4,5 % des appartements.
Le tableau ci-dessous présente la typologie des logements à Authou en 2018 en comparaison avec celle de l'Eure et de la France entière. Une caractéristique marquante du parc de logements est ainsi une proportion de résidences secondaires et logements occasionnels (7,3 %) supérieure à celle du département (6,3 %) et inférieure à celle de la France entière (9,7 %). Concernant le statut d'occupation de ces logements, 71,1 % des habitants de la commune sont propriétaires de leur logement (69 % en 2013), contre 65,3 % pour l'Eure et 57,5 % pour la France entière.
| Typologie                                               | Authou | Eure | France entière |
| ------------------------------------------------------- | ------ | ---- | -------------- |
| Résidences principales (en %)                           | 79,8   | 85,4 | 82,1           |
| Résidences secondaires et logements occasionnels (en %) | 7,3    | 6,3  | 9,7            |
| Logements vacants (en %)                                | 12,9   | 8,3  | 8,2            |

## Toponymie
Le nom de la localité est cité sous les formes Sanctus Albinus de Autouel en 1293 (charte de Jean d’Harcourt), Autouel entre 1293 et 1410, Autonel en 1410, Auton en 1644 (Coulon, Riv. de France) et en 1793, Authou en 1801.
Ce toponyme est à rapprocher formellement de celui du village voisin de Pont-Authou (Pont Haltou 1025, Pontem Altoo 1041), dont il est devenu homonyme par attraction paronymique. Peut-être Autouel représentait-il un diminutif médiéval en -el d'Authou ?
Authou correspond à un type toponymique gaulois *Altavo ou gallo-romain *ALTAVU, composé des éléments alt-, du latin altus « haut » ou d'un élément gaulois indéterminé, suivi du suffixe d'origine gauloise -avo qui a abouti à la terminaison -ou dans l'Ouest (cf. Ajou, etc.).

## Histoire
Au milieu du XIXe siècle, la commune compte de nombreux moulins (grâce à la force hydraulique du torrent d'Authou) ainsi qu'une fabrique de sabots, une retorderie de 2 200 broches et une fabrique de cardes.

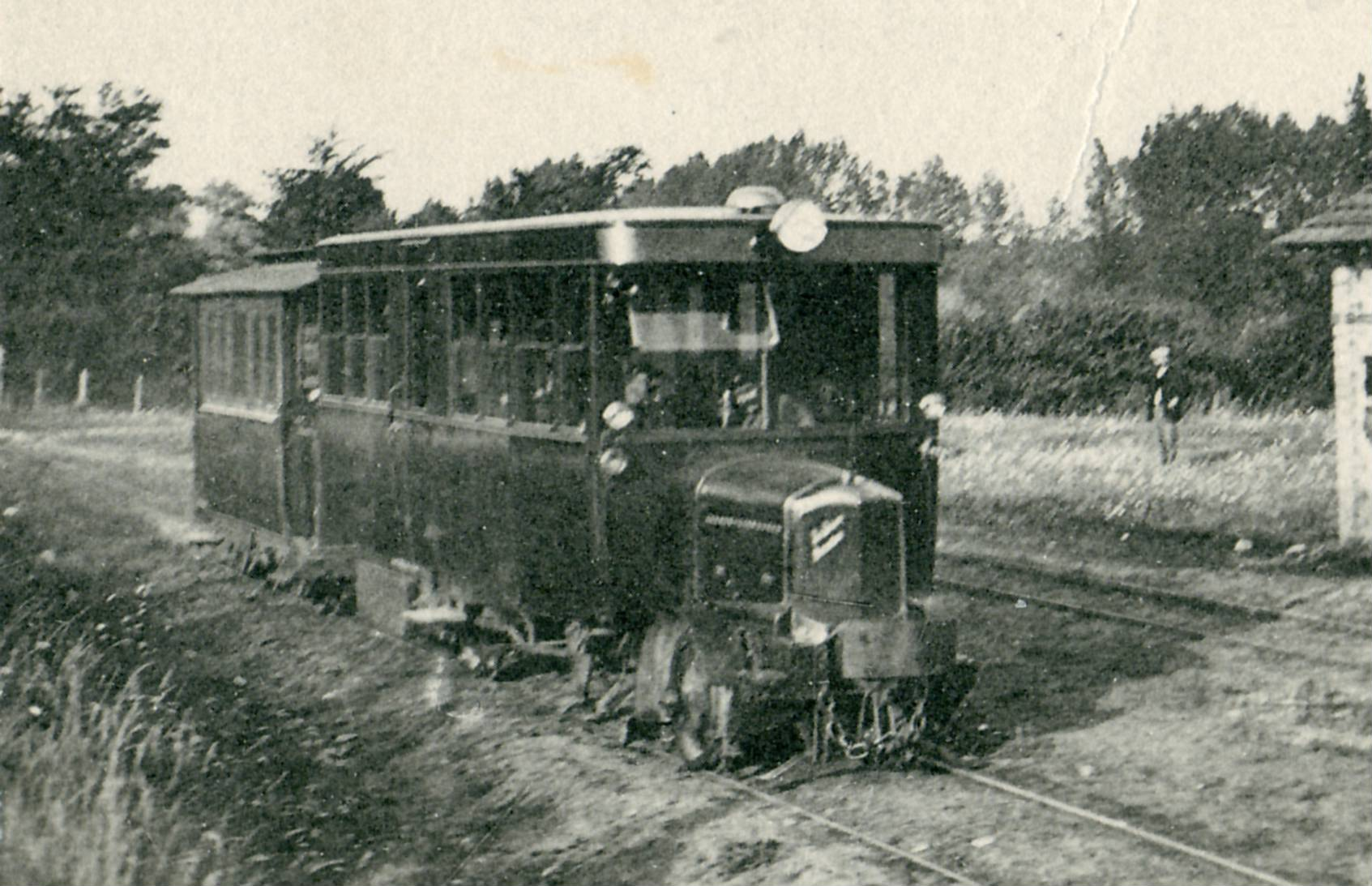
Autorail du type ayant circulé sur la ligne de Cormeilles à Glos-Montfort.

En 1865 est mise en service la ligne de Serquigny à Oissel, avec la gare de Pont-Authou qui desservait également la commune, facilitant les déplacements des personnes et le transport des marchandises. La gare ferme à la fin du XXe siècle. Un arrêt sur la ligne de chemin de fer secondaire à voie métrique de Cormeilles à Glos-Montfort est également aménagé dans le village de 1902 à 1946.
La maison Gaillard et Chauvel, fabrique réputée de camembert, était implantée dans la commune d'Authou à la fin du XIXe siècle. Cette fabrique produisait le premier camembert appelé « La Renommée », ainsi que du pont-l’évêque. Elle a fermé ses portes dans les années 1990.

## Politique et administration

### Rattachements administratifs et électoraux

#### Rattachements administratifs
La commune se trouve depuis 1926 dans l'arrondissement de Bernay du département de l'Eure.
Elle faisait partie depuis 1801 du canton de Montfort-sur-Risle. Dans le cadre du redécoupage cantonal de 2014 en France, cette circonscription administrative territoriale a disparu, et le canton n'est plus qu'une circonscription électorale.

#### Rattachements électoraux
Pour les élections départementales, la commune fait partie depuis 2014 du canton de Pont-Audemer
Pour l'élection des députés, elle fait partie de la troisième circonscription de l'Eure.

### Intercommunalité
Authou était membre de la petite communauté de communes du Val de Risle, un établissement public de coopération intercommunale (EPCI) à fiscalité propre créé en 1996 et auquel la commune avait transféré un certain nombre de ses compétences, dans les conditions déterminées par le code général des collectivités territoriales.
Dans le cadre des dispositions de la loi portant nouvelle organisation territoriale de la République du 7 août 2015, qui prévoit que les établissements publics de coopération intercommunale (EPCI) à fiscalité propre doivent avoir un minimum de 15 000 habitants, cette intercommunalité a fusionné avec sa voisine pour former, le 1er janvier 2017, la communauté de communes de Pont-Audemer / Val de Risle, dont est désormais membre la commune.

### Liste des maires
| Période                                  | Période                   | Identité          | Étiquette | Qualité                                |
| ---------------------------------------- | ------------------------- | ----------------- | --------- | -------------------------------------- |
| Les données manquantes sont à compléter. |                           |                   |           |                                        |
|                                          |                           |                   |           |                                        |
| 1977                                     | juin 2022                 | M. Claude Beigle  | DVG       | Ancien cadre de la SNCF Démissionnaire |
| juillet 2022                             | En cours (au 6 juin 2023) | Jean-Luc Fournier |           | Ouvrier linier                         |

## Équipements et services publics

### Enseignement
L'école publique d'Authou ne compte qu'une classe multi-niveau en 2022-2023 allant de la Grande section de maternelle au CM2, qui compte seize élèves, dont seulement une huitaine domiciliés à Authou. Le conseil municipal, considérant de le coût de l'équipement (près de la moitié du budget de la commune), a décidé la fermeture de l'école en accord avec l'Académie, malgré les souhaits des parents d'élèves.
Les enfants d'Authou seraient scolarisés à partir de 2023/2024 à l'école de Pont-d'Authou,.

## Population et société

### Démographie
L'évolution du nombre d'habitants est connue à travers les recensements de la population effectués dans la commune depuis 1793. Pour les communes de moins de 10 000 habitants, une enquête de recensement portant sur toute la population est réalisée tous les cinq ans, les populations de référence des années intermédiaires étant quant à elles estimées par interpolation ou extrapolation. Pour la commune, le premier recensement exhaustif entrant dans le cadre du nouveau dispositif a été réalisé en 2008.

En 2022, la commune comptait 333 habitants, en évolution de −2,06 % par rapport à 2016 (Eure : −0,25 %, France hors Mayotte : +2,11 %).
| 1793 | 1800 | 1806 | 1821 | 1831 | 1836 | 1841 | 1846 | 1851 |
| ---- | ---- | ---- | ---- | ---- | ---- | ---- | ---- | ---- |
| 294  | 274  | 292  | 251  | 342  | 310  | 321  | 330  | 327  |

| 1856 | 1861 | 1866 | 1872 | 1876 | 1881 | 1886 | 1891 | 1896 |
| ---- | ---- | ---- | ---- | ---- | ---- | ---- | ---- | ---- |
| 327  | 284  | 340  | 308  | 257  | 230  | 220  | 216  | 235  |

| 1901 | 1906 | 1911 | 1921 | 1926 | 1931 | 1936 | 1946 | 1954 |
| ---- | ---- | ---- | ---- | ---- | ---- | ---- | ---- | ---- |
| 239  | 217  | 226  | 172  | 222  | 281  | 267  | 289  | 290  |

| 1962 | 1968 | 1975 | 1982 | 1990 | 1999 | 2006 | 2008 | 2013 |
| ---- | ---- | ---- | ---- | ---- | ---- | ---- | ---- | ---- |
| 343  | 362  | 334  | 283  | 306  | 321  | 340  | 345  | 338  |

| 2018 | 2022 | - | - | - | - | - | - | - |
| ---- | ---- | - | - | - | - | - | - | - |
| 335  | 333  | - | - | - | - | - | - | - |

## Culture locale et patrimoine

### Lieux et monuments
La commune d'Authou compte plusieurs édifices inscrits à l'inventaire général du patrimoine culturel :
- L'église Saint-Aubin (XIIe, XIIIe (?), XVe et XVIIIe)[35] ;
- Plusieurs usines du XIXe siècle : un moulin à huile construit en 1819 pour M. Rondeau au lieu-dit la Bucaille, une filature de coton édifiée en 1883 et 1885 et deux autres filatures construites en 1887[36] ;
- Une maison du XVIIIe siècle[37] ;
- Une ferme du XVIIIe siècle au lieu-dit la Bucaille[38].

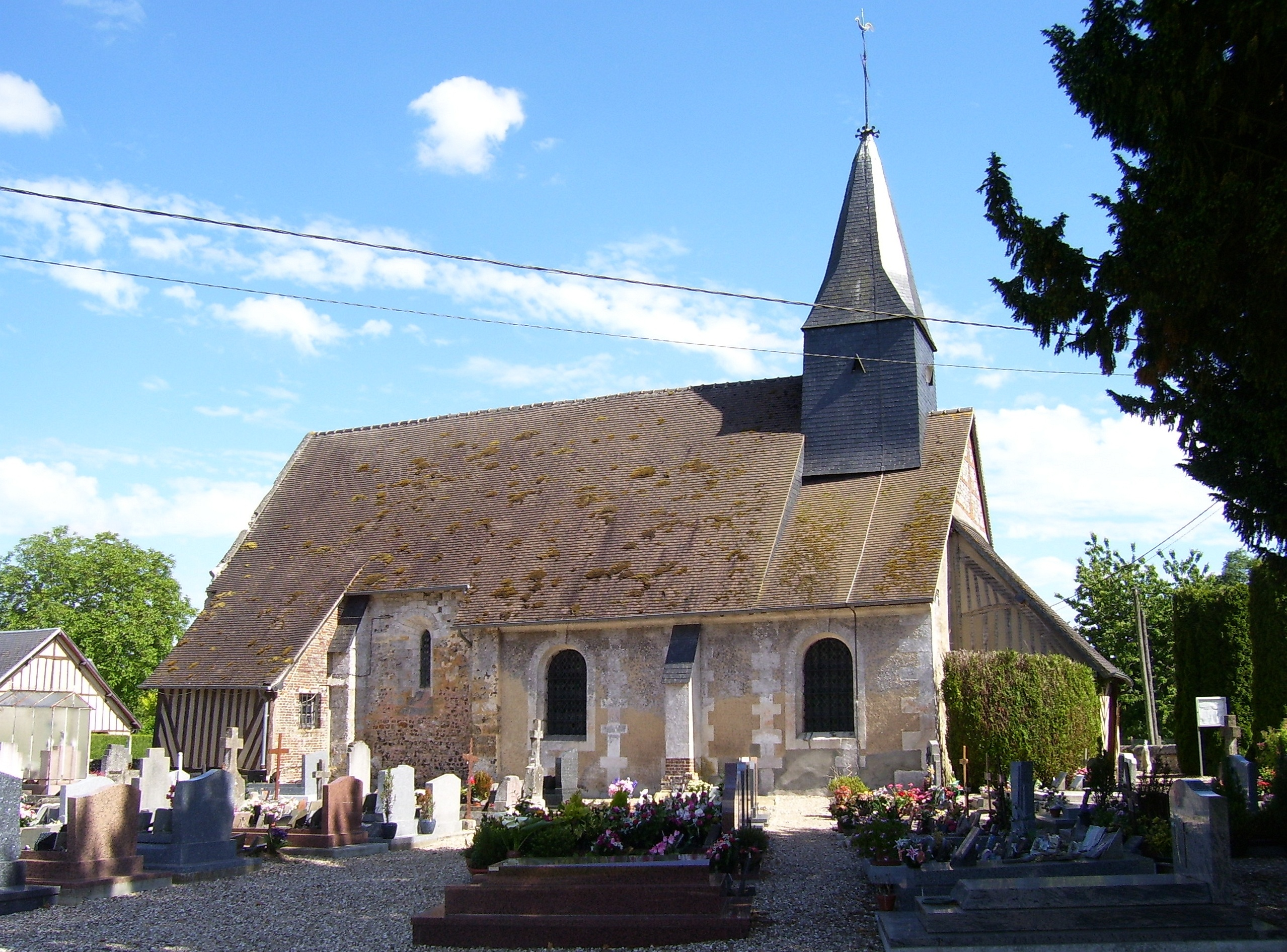
L'église Saint-Aubin
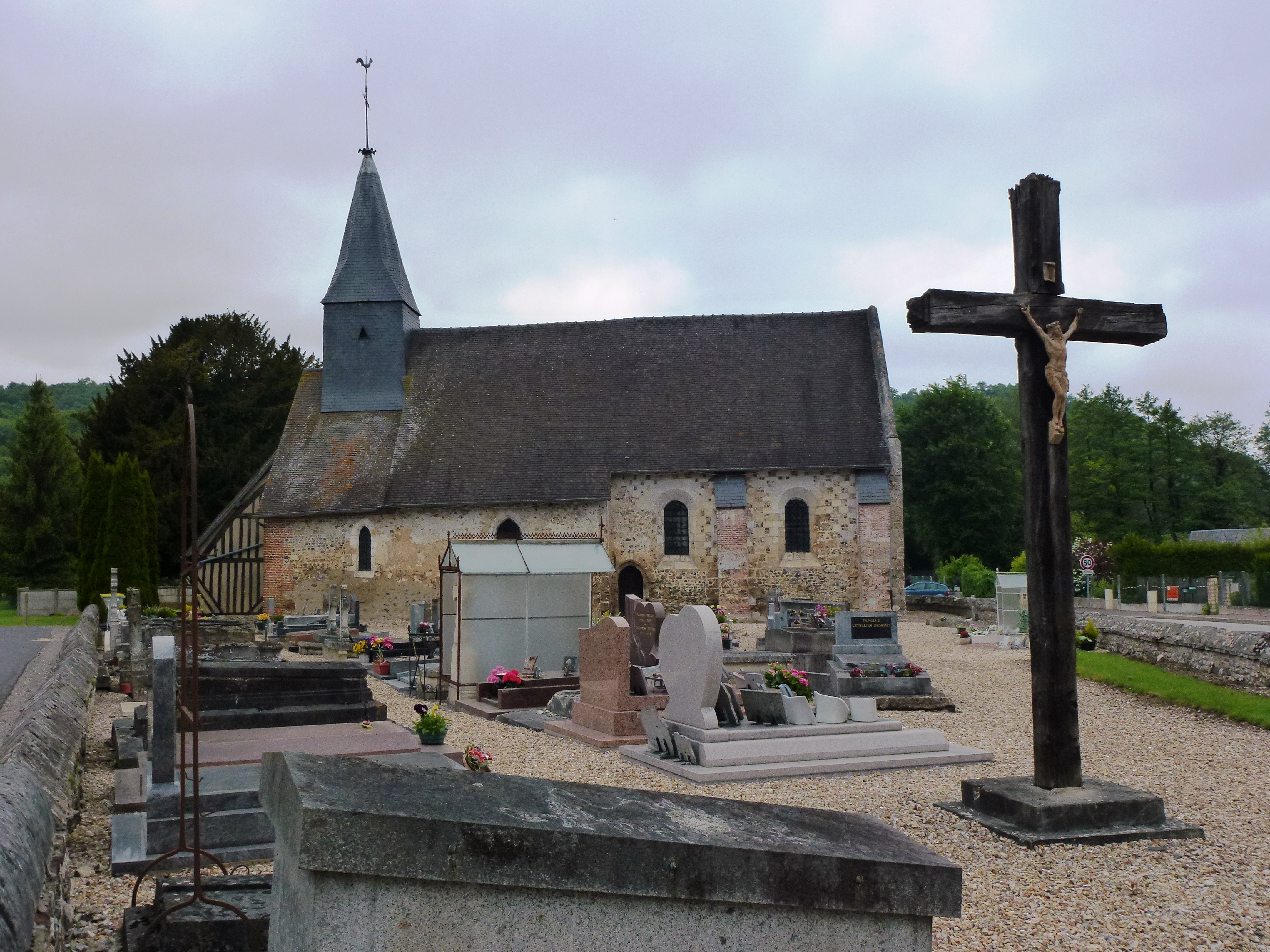
Église et croix de cimetière.
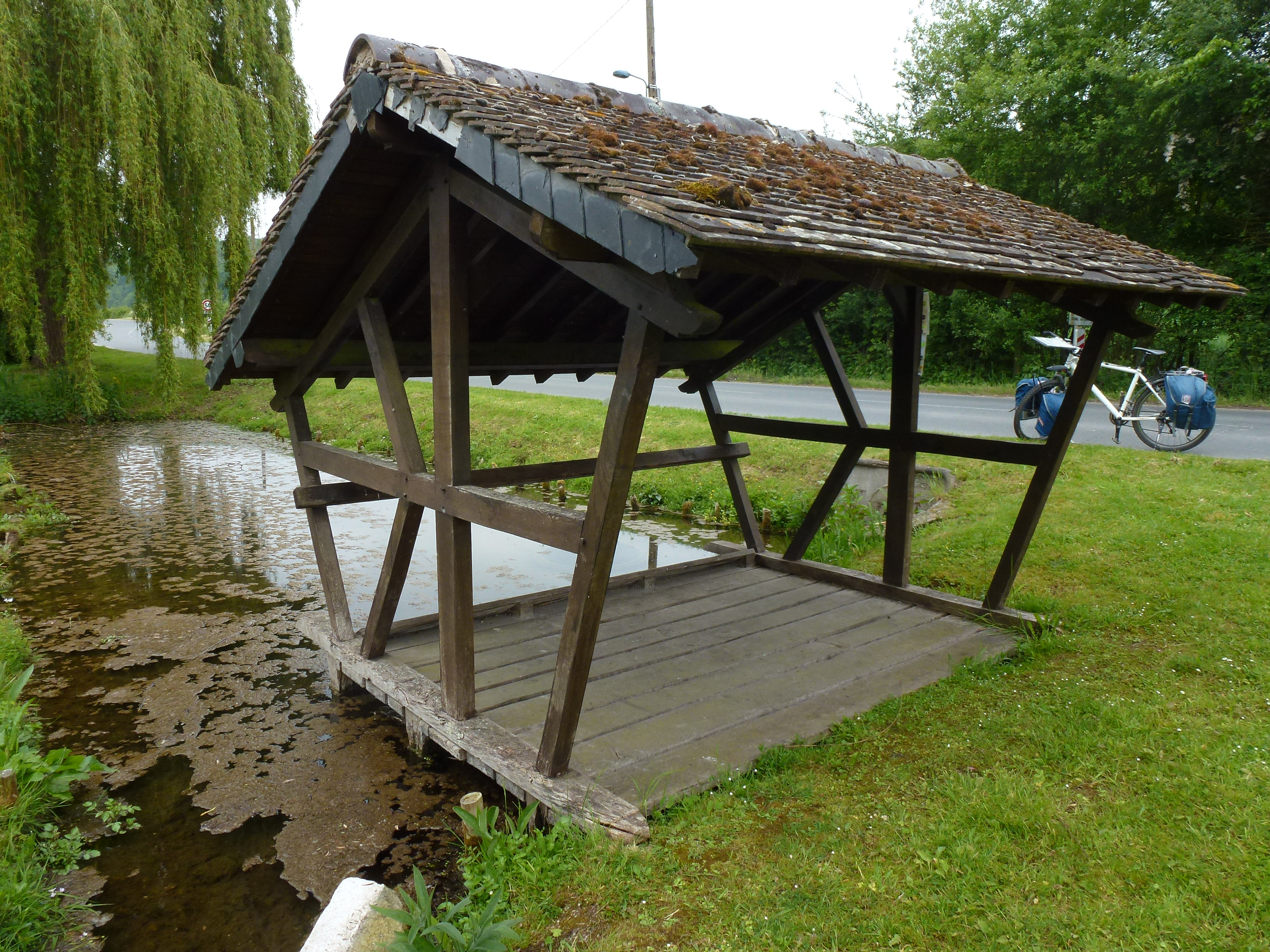
nter>Lavoir.
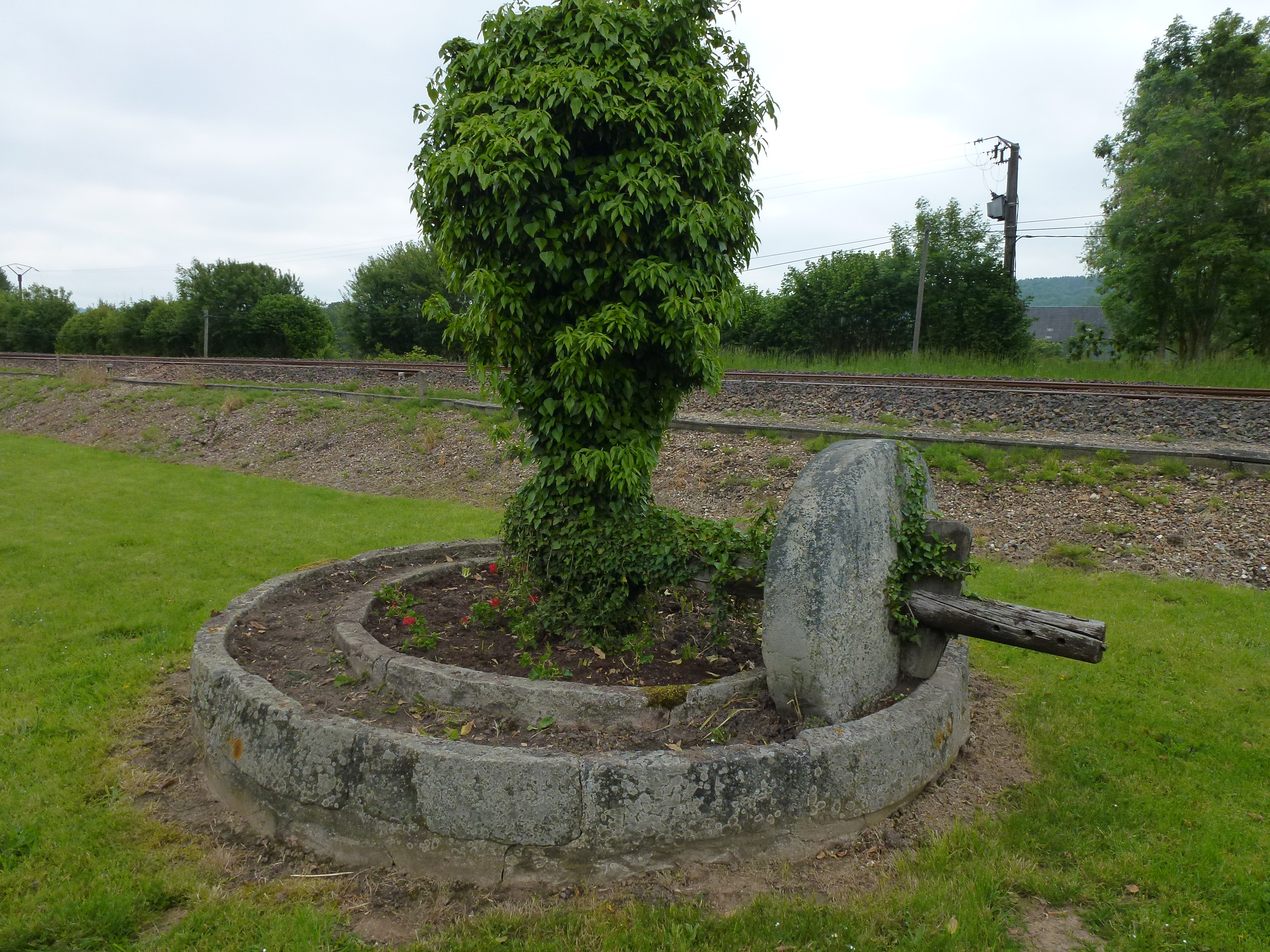
Pressoir à cidre.
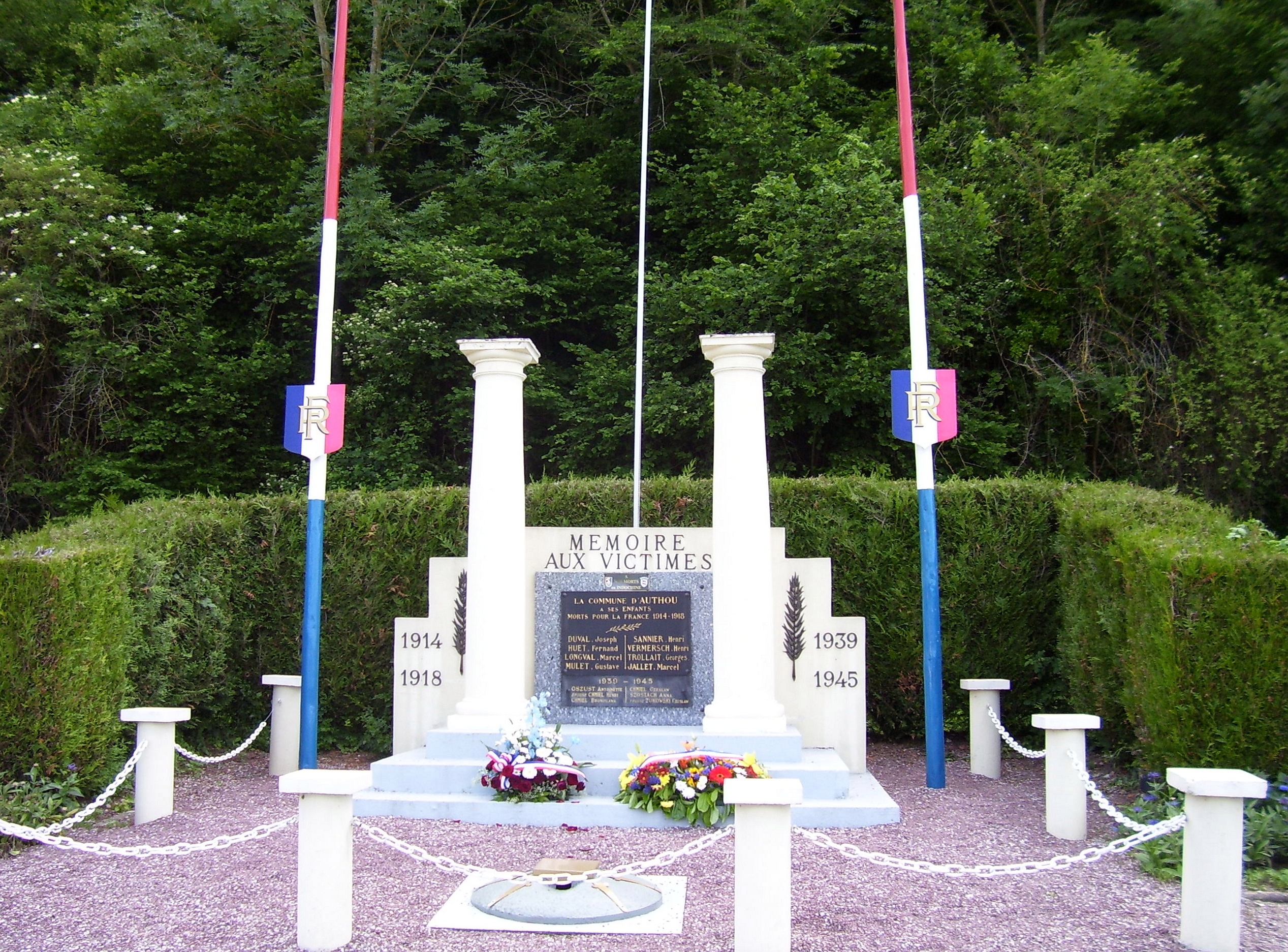
Monument aux morts.
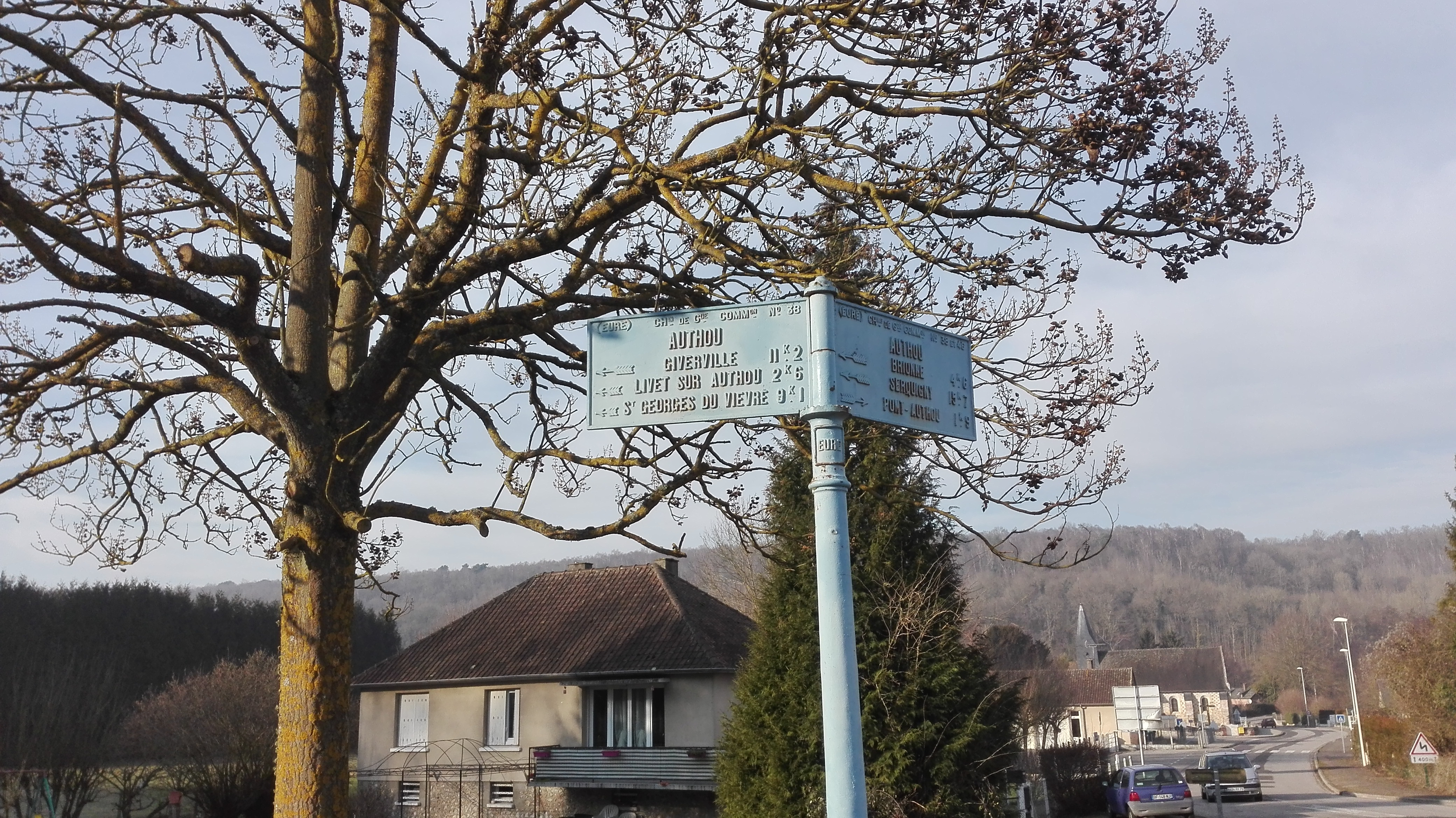
Mât de cocher encore en place à Authou.

## Pour approfondir